# Rudolf Němec (letec)
Rudolf Němec (24. ledna 1897 Horní Studenec – konec roku 1969) byl československý stíhací pilot a vojenský letecký instruktor.

## Život

### Mládí
Syn Františka Němce, vrchního dozorce na železnici ve Slatiňanech na Chrudimsku, a jeho ženy Anny, se narodil 24. ledna 1897 v obci Horní Studenec u Chotěboře v tehdejším politickém okresu Chrudim. Otce často překládali, takže malý Rudolf vychodil pět tříd obecné české školy nejprve v Borku u Mělníka, následně v Čáslavi a v Chrasti u Chrudimi a pak jednu třídu měšťanky v Hlinsku. V letech 1911–1914 se ve Vídni vyučil strojním zámečníkem. Po návratu do Čech bydlel u rodičů a pracoval jako strojník, ne však nadlouho, neboť mezitím vypukla válka.

### Cesta do oblak
Před vojenskou odvodní komisi rakousko-uherské armády předstoupil osmnáctiletý mladík 30. června 1915. 15. října narukoval do Terezína ke 42. pěšímu pluku. Zde se podrobil pětitýdennímu pěšímu výcviku a na základě dobrovolné přihlášky přešel 20. listopadu 1915 k letectvu.
Začínal u leteckého pluku ve Fischamendu, odkud jej již v prosinci odeslali k elementárnímu leteckému výcviku u 3. letecké náhradní setniny na letišti Thalerhof u Štýrského Hradce. V únoru 1916 pak byl poslán do pilotní školy v Johannisthalu u Berlína. Stal se tak jedním z asi tří desítek etnických Čechů, kteří prošli leteckým výcvikem v Německu, kam byli rakousko-uherští frekventanti posíláni zejména z důvodu nedostatečné kapacity vlastních leteckých škol Rakousko-Uherska. Nešlo o celý výcvikový cyklus, nýbrž především o jeho elementární část na strojích s dvojím řízením, jichž se v podunajské monarchii tehdy zoufale nedostávalo.
V Johannisthalu strávil vzduchoplavecký vojín tři měsíce. Po návratu do Rakouska ve výcviku pokračoval nejprve u Flek 2 ve Vídeňském Novém Městě a od září 1916 ve Flek 9 v sedmihradském Aradu. Postupně usedl za řízení celé škály dvoumístných cvičných dvouplošníků: Albatros B.I (Ph), Aviatik B.II, Lohner B.VI a B.VII, Lloyd C.II, Hansa-Brandenburg C.I (Ph a U).
Závěrečné teoretické přezkoušení a praktickou pilotní zkoušku složil ve Vídeňském Novém Městě. Jeho pilotní diplom nesl pořadové číslo 617 s datem vydání 6. března 1917. Současně s tím se dočkal povýšení na četaře.
Do Aradu se Němec vrátil jako učitel létání, v prosinci 1917 jej však povolali zpět do Vídeňského Nového Města, kde absolvoval výcvik na "létadlech bitevních," jak se tehdy říkalo stíhačkám. Zde létal nejprve na dvoumístných Fokkerech B.I a B.III, poté na starších stíhačkách Hansa-Brandenburg D.I (KD). V únoru 1918 jej pak odeslali do právě zřízené školy pro polní piloty na přífrontovém letišti Campoformido poblíž severoitalského Udine, "zásobujícím" čerstvými piloty letecké setniny na piavské frontě. Tady již létal na letounech, používaných na frontě; kromě starších KD to v jeho případě byly Phönixy D.I, Aviatiky D.I (Berg) a Albatrosy D.III (Oef), na nichž měl v budoucnu bojovat. Počátkem března 1918 pak následovalo Němcovo přemístění k Fliku 63J, operujícím na piavské frontě z letiště Mota di Livenza, následně od července 1918, z letiště Portobuffole, situovaném jihozápadně od Pordenone a ještě později, od října 1918, z letiště Istrago, odkud jednotka podnikala své poslední bojové lety před závěrečnou spojeneckou ofenzivou na Piavě.

### Na Piavské frontě
První – pětačtyřicetiminutový hlídkový – let v bojové formaci u Fliku 63J prodělal Rudolf Němec v posledním březnovém týdnu roku 1918 za řízením Phönixu D.I 228.05. K bojovému střetnutí tehdy ještě nedošlo, brzy však následovaly další akce. Zatímco v březnu, dubnu a květnu jich podnikl po pěti, v červnu jich bylo již šestnáct. Zvýšená intenzita souvisela s leteckou podporou poslední rakousko-uherské ofenzivy na Piavě. Akce byly různého druhu: volné stíhání nepřátelských letounů, doprovody průzkumných letounů, obranné hlídky, v menší míře i útoky na nepřátelské pozorovací balony a letecká podpora pěchoty. Po úspěšném vykonání deseti bojových letů "přes nepřítele" byl podle dobových regulí 26. dubna jmenován polním pilotem s právem nosit příslušný odznak.
V poválečném dotazníku Němec uvedl, že do konce války stačil vykonat celkem 68 bojových letů přes nepřítele, v jejichž průběhu se zúčastnil devatenácti utkání ve vzduchu. Jeho rakouské záznamy sice uvádějí poněkud nižší počet letů – 54 – ale jen do konce srpna 1918; za zbylé dva měsíce války se záznamy již nedochovaly. Je tedy zřejmé, že zbylých čtrnáct podnikl právě v oněch dvou měsících, kdy rakousko-uherské letectvo na piavské frontě doslova dodýchalo. Patrně právě tehdy se nejčastěji utkával s nepřítelem. Sestřel sice nezískal žádný, byl však rád, že za tehdejší již naprosté spojenecké letecké převahy všechny souboje ve zdraví přežil.
Za dané zoufalé situace si patrně nevedl úplně špatně. „Velmi dobrý stíhací letec,“ stojí v hodnocení z 26. července 1918 z pera posledního velitele setniny Ruperta Terka. „Velmi skromného a kamarádského“ Rudolfa Němce si cenil jako mladého muže „již ustáleného charakteru“ a jeho „chování letce tváří v tvář nepříteli“ hodnotil jako „velice řízné.“ O jeho kvalitách svědčí i fotografie ze září 1918, na níž jeho prsa zdobí Stříbrná medaile za statečnost 1. třídy, tzv. velká stříbrná, a také Karlův vojenský kříž.
Z materiálů zahraniční provenience lze soudit, že patrně nejdramatičtější souboj prodělal 3. května 1918, při svém v pořadí čtrnáctém bojovém letu. Tehdy se stal jedním z aktérů nejtěžší porážky, kterou kdy Flik 63 J utrpěl. Došlo k tomu v souboji s italskými a britskými stíhači, jimž se podařilo sestřelit samotného velitele jednotky Josefa Lederera.
Vyčerpanému, ale nějakým zázrakem nezraněnému Němcovi se s vážně postřeleným Phönixem D.I 228.30 povedlo z místa boje uniknout. Na své domácí letiště Motta di Livenza sice doletět nedokázal, nakonec se mu však – byť s obtížemi – podařilo nouzově přistát poblíž západně ležícího letiště Mansué. V jeho stroji napočítali kolem dvaceti zásahů.
Následkem těžkých ztrát zmizely Phönixy D.I z výzbroje Fliku 63J nadobro. Nahradily je Albatrosy D.III. (Oef) a dosluhující Aviatiky DI. (Berg), které k některým akcím výjimečně používal i Rudolf Němec. Po kapitulaci a rozpuštění setniny na letišti Divacca se vydal na cestu domů.

### Učitel létání v Chebu a Prostějově
Do řad leteckého sboru v Praze se Rudolf Němec přihlásil 14. listopadu 1918, tedy jen necelé dva týdny po jeho konstituování. V reflexi svých válečných zážitků a patrně i v souladu s dobovým trendem "odrakouštění" také vystoupil z římskokatolické církve. Brzy nato byl 1. února 1919 jmenován čs. polním pilotem a jeho pilotní diplom FAI-ČSR nesl nízké pořadové číslo 20.
Četař polní pilot Rudolf Němec postupně vystřídal řadu služebních zařazení. Od 1. ledna 1919 byl přidělen k letecké setnině Pardubice, ale zůstal tam jen do 10. března, kdy se stal příslušníkem Pilotní školy na Letné (která měla ovšem zatím jen teoretický charakter).
Vzápětí naplno propukly boje s vojsky Maďarské republiky rad. Dne 15. července 1919 byl proto odeslán na Slovensko a stal se příslušníkem francouzské letecké eskadrily BRE 590, která se po skončení bojů přeměnila na 6. leteckou setninu. S touto jednotkou se pak v následujícím roce stal příslušníkem Leteckého pluku 3, formovaného počínaje 1. zářím 1920.
Zůstal u něj ještě další půlrok, do 20. března 1921, aby pak svou dráhu nastálo spojil s čs. vojenským leteckým školstvím. Zatímco v prvních dvou letech služby u čs. letectva byl pořád poddůstojníkem v záloze, 1. listopadu 1920 se změnil jeho branný poměr a byl přijat do armády definitivně do sboru důstojníků z povolání.
Jako učitel praktického létání začínal rotmistr polní letec Rudolf Němec 21. března 1921 na letišti v Chebu, jediném vojenském letišti, které po zaniklé monarchii zbylo na českém území. V době jeho nástupu nesla zdejší instituce ještě název Ústřední škola pro vzduchoplavectvo (alternativně též Čs. ústřední školy pro vzduchoplavectvo). Ten se pak k 1. březnu 1922 změnil nejprve na Učiliště pro vzduchoplavectvo (užíval se i název Čs. vzduchoplavecké učiliště nebo jednodušší vzduchoplavecké učiliště), 23. listopadu 1923 (po změně letecké terminologie) pak na Učiliště pro letectvo (resp. Letecké učiliště) a konečně 1. října 1928 dostala instituce definitivně název Vojenské letecké učiliště, známé pod zkratkou VLU.
Mnohem podstatnější než název byla ovšem postupná změna dislokace. Chebské letiště mělo totiž pro letecký výcvik velmi nepříznivou polohu – leželo příliš blízko německých hranic. V roce 1923 proto bylo rozhodnuto o výstavbě nového leteckého učiliště ve vnitrozemském Prostějově. Zpočátku představoval budovaný prostějovský areál pouze odbočku Chebu, s pokračující výstavbou se zde postupně přesunovaly jednotlivé školy. Nejdříve to byla v roce 1925 elementární pilotní škola spolu se školou pro odborný dorost letectva, po ní následovala pokračovací pilotní škola, v r. 1927 velitelství učiliště a jako poslední se tam v r. 1929 přesunula stíhací škola, u níž procházeli výcvikem zkušení piloti od polních letek, ovládající navigaci lépe než žáci.
Rudolf Němec sám přesídlil z Chebu do Prostějova v r. 1926, celkově ve službách VLU zůstal dlouhých patnáct let. Za tu dobu rukama tohoto vynikajícího pilota a trpělivého učitele "elementárky" i "pokračovačky" prošly stovky nových pilotů. Mnozí z nich měli později proslavit čs. letectvo na frontách 2. světové války. O intenzitě, s jakou Němec létal, dobře svědčí údaj o tom, že až do odchodu do výslužby podnikl přibližně 20 000 startů a ve vzduchu strávil přibližně 5000 letových hodin, přičemž ulétl dohromady kolem 750 000 km.
Stal se jedním z nejoceňovanějších učitelů létání a zároveň jednou z nejpopulárnějších postav učiliště. Již v r. 1922 obdržel pochvalné uznání velitele Vzduchoplaveckého učiliště, později ještě dvě další, tentokráte přímo z pražského MNO: první z r. 1923 za „výborné konání letecké služby jako učitel letu v leteckém učilišti,“ druhé z r. 1931 „za výtečné služby.“ Postupně byl povýšen na rotmistra (1. listopadu 1920), štábního rotmistra (7. července 1926) a praporčíka (1. října 1928).

### Ve výslužbě
Postupem času na Rudolfa Němce začaly doléhat zdravotní problémy. Začal silně nedoslýchat, dokonce natolik, že postupně musel nechat aktivního létání. Zatím jej však ještě nechali sloužit a 28. července 1931 se v hodnosti praporčíka letectva stal garážmistrem prostějovského učiliště. O čtyři roky později s ním pro jeho stále se zhoršující sluch bylo zahájeno superarbitrační řízení. Skončilo 24. dubna 1936 verdiktem „jakékoli vojenské služby neschopen.“ Definitivně se však o jeho vojenské budoucnosti mělo rozhodnout až na pražském MNO, vojenskou službu nakonec musel s definitivní platností opustit až dnem 1. června 1938. Do výslužby však odcházel již v důstojnické hodnosti; ještě předtím, 1. února 1938 totiž obdržel mimořádné povýšení do hodnosti poručíka letectva. Tímto způsobem byla oceněna jeho dlouholetá vychovatelská činnost, v jejímž průběhu pomohl vychovat celé generace nových pilotů. Šlo o zcela mimořádnou poctu, neboť povýšení sebezasloužilejšího poddůstojníka bez maturity do nejnižší důstojnické hodnosti bylo v tehdejším poválečném Československu dlouhou dobu prakticky vyloučené. Teprve dvacátý rok existence čs. státu v tomto směru znamenal změnu. Onoho 1. února 1938 totiž bylo na poručíky letectva povýšeno rovnou pět praporčíků letectva; vedle Rudolfa Němce to byli František Procházka, Karel Janhuba, Vojtěch Svozil a Bohumil Janda. Všichni to byli zasloužilí letečtí veteráni, působící dlouhá léta na pozicích vojenských pilotů a leteckých instruktorů.
Rudolf Němec si tedy uniformu poručíka užil již jen několik málo měsíců. Kontakt s letectvem ovšem neztratil, působil ve stavovské organizaci Svaz letců RČS a na jeho obnovovací schůzi v r. 1945 se stal jeho druhým tajemníkem.
O Němcově osobním životě není mnoho známo, patrně však příliš šťastný nebyl. Již v roce 1924 se oženil a o rok později se stal otcem syna, který však krátce po narození zemřel. S manželkou Annou (rozenou Šteffkovou) žili v Prostějově a po jeho odchodu do výslužby byli živi převážně z jeho malého vojenského důchodu. Ke stáru se připojila i úplná hluchota, jak se dozvídáme z jeho stručného několikařádkového nekrologu, uveřejněného na prahu normalizace: „Ruda Němec! Poslední léta zcela hluchý, těžce se šourající o holi a žijící z nepatrné penzičky, která mu byla jedinou odměnou za vše, co našemu letectvu dal…“  Takto byl komentován skon Rudolfa Němce, který zemřel zapomenut v ústraní někdy na sklonku roku 1969 ve věku 72 let.